# Thuidium pseudoglaucinum
Thuidium pseudoglaucinum là một loài rêu trong họ Thuidiaceae. Loài này được A. Touw mô tả khoa học đầu tiên năm 2001.